# Jan Umbgrove
Johannes Herman Frederik (Jan) Umbgrove (Hulsberg (Limburg), 5 februari 1899 - Wassenaar, 14 juni 1954) was een Nederlandse geoloog en aardwetenschapper.

## Biografie
Jan Umbgrove werd in 1899 geboren in het Zuid-Limburgse Hulsberg. Na zijn eindexamen aan het Stedelijk Gymnasium in Maastricht studeerde hij geologie aan de Universiteit van Leiden, waar hij in 1926 promoveerde. Daarna trad hij in dienst van de Dienst van de Mijnbouw in Nederlands-Indië, waarvoor hij in Nederlands-Indië paleontologisch onderzoek deed naar Tertiaire foraminiferen en koralen. Ook onderzocht hij vulkanisme, tektoniek, kustmorfologie en bathymetrie van de zeebodem.
In 1929 kwam hij terug naar Leiden waar hij assistent van zijn vroegere leraar B.G. Escher werd. In 1930 werd hij hoogleraar in de historische geologie en paleontologie aan de Technische Hogeschool Delft. Wederom voerde hij zijn onderzoek erg veelzijdig uit. Zo hield hij zich bezig met de paleogeografie van Nederlands-Indië en het zwaartekrachtsonderzoek van F.A. Vening Meinesz, de paleontologie van koralen en riffen, tektoniek, de geologie van Nederland en vulkanologie. Door zijn brede belangstelling was hij een van de eersten die over de Aarde nadacht als één systeem. In 1942 zou hij daarover het boek the Pulse of the Earth schrijven. In 1943 publiceerde hij nog een boek, over paleontologie.
Toen hij in 1952 ernstig ziek werd, bleef hij in bed doorschrijven, tot zijn dood in 1954.
Umbgrove was het enige kind en de zoon van de ambtenaar Johan Umbgrove (1856-1916) en  Alwina Carolina Gordon (1860-1942). Hij trouwde in 1930 met Hendrika Maria Bauduin (1903-1991) met wie hij een zoon en twee dochters kreeg. Van zijn kleinzoon, Arthur Umbgrove, verscheen in november 2008 de roman De hartslag van de aarde, een boek gebaseerd op het leven van zijn grootvader.
- Biografisch Portaal: 34481571
- Digitale Bibliotheek voor de Nederlandse Letteren: umbg003
- Gemeinsame Normdatei: 117291277
- International Standard Name Identifier: 0000 0001 0966 6536
- Library of Congress Control Number: n86870625
- Nationale Bibliotheek van Israël: 987007426930005171
- Nederlandse Thesaurus van Auteursnamen: 072640278
- RKD-Nederlands Instituut voor Kunstgeschiedenis: 373850
- Système universitaire de documentation: 117690155
- Trove: 1089500
- Virtual International Authority File: 42611427
- WorldCat: E39PBJmHFvjXyFcvprKkk863Qq